# 人为错误
人为错误，也作人类错误，被认为是事故、灾难的主要诱因，从核事故（如三哩岛核泄漏事故）、航空工程（飞行员事故）、航天任务（如挑战者号航天飞机灾难、哥伦比亚号航天飞机灾难）、到医疗（醫療疏失）等各行各业都存在着人为错误。 通过预防人为错误，人们可大幅提高系统的可靠性和安全性。人为错误是导致风险事件的主要原因之一。 